# Rollon Mouchel-Blaisot
Rollon Mouchel-Blaisot (ur. 16 czerwca 1959 w Barneville-Carteret), francuski polityk, były konsul generalny w Australii i francuski prefekt. Od 3 września 2008 prefekt Francuskich Terytoriów Południowych i Antarktycznych.

## Życiorys
Rollon Mouchel-Blaisot jest absolwentem prawa. W 1981 został asystenetem parlamentarnym. W 1986 rozpoczął pracę w Ministerstwie Młodzieży i Sportu. W latach 90. pełnił funkcję dyrektora gabinetu prefekta i sekretarza generalnego prefektury różnych departamentów na terenie Francji.
Od 1997 do 2001 zajmował stanowisko francuskiego konsula generalnego w Melbourne w Australii. Od 2001 do 2003 był podprefektem Libourne. W latach 2005–2008 zajmował urząd podprefekta Saint-Germain-en-Laye.
3 września 2008 został mianowany prefektem Francuskich Terytoriów Południowych i Antarktycznych.